# Избори за одборнике Скупштине града Новог Сада 2024.
Избори за одборнике Скупштине града Новог Сада 2024. су одржани 2. јуна 2024. и део су локалних избора у Србији, а одржани су истовремено са локалним изборима у другим општинама и градовима. На изборима је учествовало 14 изборних листа:
1. АЛЕКСАНДАР ВУЧИЋ – НОВИ САД СУТРА (Ивица Дачић – Социјалистичка партија Србије – СПС; Расим Љајић – Социјалдемократска партија Србије – СДП Србије; Милан Кркобабић – Партија уједињених пензионера, пољопривредника и пролетера Србије – Солидарност и правда – ПУПС – Солидарност и правда; Милан Стаматовић – Здрава Србија – ЗС;   др Војислав Шешељ – Српска радикална странка – СРС; Александар Вулин – Покрет социјалиста – ПС; Милица Ђурђевић Стаменковски – Српска странка Заветници – Заветници; Милош Вучевић – Српска напредна странка – СНС)
2. Vajdasági Magyar Szövetség – Dr. Pásztor Bálint – Savez Vojvođanskih Mađara – dr Balint Pastor
3. Руска странка – Срби и Руси браћа заувек!
4. ИСТИНА – ADAVIERA – ИВАНА ВУЈАСИН
5. САСВИМ ДРУГА ПРИЧА – ГРАД ГРАЂАНИМА
6. За праве ствари подржи ГАРИ
7. НОВИ САД ГЛАВНИ ГРАД ВОЈВОДИНЕ – ПОКРЕТ АУТОНОМИЈА – АЛЕКСАНДАР ОЏИЋ
8. ДР САВО МАНОЈЛОВИЋ – И ЈА САМ НОВИ САД – КРЕНИ – ПРОМЕНИ
9. ВОЛИМ НОВИ САД – Српски покрет Двери, Ивана Стојановић – Народна странка, Александар Максимовић – Покрет Живим за Србију, др Јована Стојковић
10. СЛОВАЧКА ДЕМОКРАТСКА ЛИГА – SLOVENSKÁ DEMOKRATICKÁ LIGA – ЖЕЛМИРА ПРИВИЗЕР
11. УДРУЖЕНИ ЗА СЛОБОДАН НОВИ САД – Српска коалиција НАДА (НОВИ ДСС, ПОКС) – Странка слободе и правде, Народни покрет Србије, Демократска странка, СРБИЈА ЦЕНТАР – СРЦЕ, Покрет слободних грађана, Зелено – леви фронт, ЕКОЛОШКИ УСТАНАК – ЋУТА, Покрет за преокрет, ГРАЂАНСКИ ПОКРЕТ БРАВО, Социјалдемократска странка, Лига социјалдемократа Војводине – ВОЈВОЂАНИ – Прим. Др Владимир Врсајков, Борислав Новаковић
12. Хероји – Миша Бачулов
13. ЋАЛЕ ОВО ЈЕ ЗА ТЕБЕ – ПЕТАР ЂУРИЋ
14. Саша Радуловић – Доста је било (ДЈБ) – РЕШЕЊЕ ЗА ПРОМЕНУ

## Резултати
| Назив странке, коалиције или појединца | Назив странке, коалиције или појединца | Гласови | %      | Мандати |
| -------------------------------------- | --- | ------- | ------ | ------- |
|                                        | Александар Вучић–Нови Сад сутра (Српска напредна странка, Социјалдемократска партија Србије, ПУПС — Солидарност и правда, Здрава Србија, Српска радикална странка, Покрет социјалиста, Српска странка Заветници) | 87.791  | 53,72  | 45      |
|                                        | Удружени за слободан Нови Сад (Нова демократска странка Србије, Покрет обнове Краљевине Србије, Странка слободе и правде, Народни покрет Србије, Демократска странка, Србија центар, Покрет слободних грађана, Зелено-леви фронт, Еколошки устанак – Ћута, Покрет за преокрет, Социјалдемократска странка, Група грађана Браво, Војвођани - Лига социјалдемократа Војводине, Удружени синдикати Србије „Слога“) | 40.541  | 24,81  | 21      |
|                                        | Крени-промени | 16.723  | 10,23  | 8       |
|                                        | Група грађана Хероји–Миша Бачулов | 6.332   | 3,87   | 3       |
|                                        | Савез војвођанских Мађара | 2.062   | 1,26   | 1       |
|                                        | Волим Нови Сад (Српски покрет Двери, Народна странка, Живим за Србију) | 1.747   | 1,07   | 0       |
|                                        | Доста је било | 1.467   | 0,90   | 0       |
|                                        | Група грађана Сасвим друга прича | 1.461   | 0,89   | 0       |
| Покрет Аутономија                      | Покрет Аутономија | 1.386   | 0,85   | 0       |
|                                        | Руска странка | 1.223   | 0,75   | 0       |
|                                        | Група грађана Истина–Ивана Вујасин | 1.063   | 0,65   | 0       |
|                                        | Група грађана ГАРИ | 717     | 0,44   | 0       |
|                                        | Група грађана Ћале ово је за тебе | 565     | 0,35   | 0       |
| Словачка демократска лига              | Словачка демократска лига | 359     | 0,22   | 0       |
| Укупно                                 | Укупно | 163.437 | 100,00 | 78      |
|                                        | |         |        |         |
| Важећи листићи                         | Важећи листићи | 163.437 | 97,84  |         |
| Неважећи листићи                       | Неважећи листићи | 3.610   | 2,16   |         |
| Укупно гласова                         | Укупно гласова | 167.047 | 100,00 |         |
| Регистровани бирачи/излазност          | Регистровани бирачи/излазност | 339.223 | 49,27% |         |
| Извор: ГИК                             | |         |        |         |